# Fredrick Toben
Gerald Fredrick Toben (* 2. Juni 1944 in Jaderberg, Landkreis Wesermarsch als Gerold Friedrich Töben; † 29. Juni 2020 in Australien) war ein australischer Rechtsextremist und Holocaustleugner. Von 1994 bis 2009 leitete Toben das private Adelaide Institute in Australien.

## Werdegang
Tobens Familie emigrierte 1954 nach Australien und war dort weiterhin in der Landwirtschaft tätig. Toben studierte an der Universität Melbourne, Australien (BA 1970) sowie an der Victoria University in Wellington, Neuseeland (BA 1968). Anschließend arbeitete er als Lehrer in Neuseeland, bevor er 1970 eine Anstellung an der Werkschule Merz in Stuttgart annahm. 1971 erfuhr Toben, dass seine australischen Abschlüsse in der Bundesrepublik nicht anerkannt werden. Daraufhin studierte er erneut an der Universität Stuttgart Philosophie, wo er 1977 bei den Professoren Max Bense und Elisabeth Walther über Charles S. Peirce und Karl Popper promoviert wurde. 1978 erwarb er an der University of Rhodesia das Diplom für Erziehungswissenschaft und nahm eine Stelle als Lehrer in Rhodesien an, danach weitere Lehrtätigkeit in den Fächern Englisch, Deutsch, Soziologie und Philosophie in Australien, Neuseeland, Westdeutschland, Simbabwe und Nigeria, bis er 1980 wieder nach Australien zurückkehrte und dort auch heiratete. 1985 wurde er vom Schuldienst wegen „Inkompetenz und Ungehorsams“ ausgeschlossen, jedoch musste diese Entlassung nach einer gerichtlichen Überprüfung 1992 zurückgenommen werden.

## Rassistische Aktivitäten und Holocaustleugnung
Von 1983 bis 1993 war er Direktor von Toben International Pty Ltd. Import-Export. Seit 1985 war er Verleger bei Peace Books, Autor verschiedener Artikel und Bücher über Erziehungswissenschaft sowie Holocaustleugnung.
Mit David W. Brockschmidt gründete Toben 1994 das Adelaide Institute, dessen Direktor er bis 1. Mai 2009 war. Dieses Institut leugnet in Rundbriefen und Publikationen den Holocaust. 1998 veranstaltete das Institut ein „Internationales Revisionisten-Symposium“. Unter den Gästen und Referenten waren bekannte Vertreter dieser Szene wie etwa Germar Rudolf, Jürgen Graf, der Neonazi Robert Faurisson und Ernst Zündels Ehefrau Ingrid Rimland.
1999 machte Toben eine Rundreise durch Europa und veröffentlichte auf Websites sein Reisetagebuch. Abschließend besuchte er, wie schon im April 1997, im April 1999 den Staatsanwalt, der die Untersuchungen im Fall Günter Deckert leitete. Toben wurde im Dienstzimmer des Mannheimer Staatsanwalts Klein aufgrund seines im Internet veröffentlichten Tagebuchs festgenommen und in einem darauf folgenden Prozess nach § 189 StGB wegen Verunglimpfung des Andenkens Verstorbener zu zehn Monaten Haft verurteilt.
Nach seiner Haftentlassung im November 1999 reiste Toben zunächst in den Iran, um dort Vorträge zu halten und Interviews zu geben, bevor er im Mai 2000 zum Kongress des Institute for Historical Review nach Kalifornien ging, wo er als Referent geladen war. 2006 nahm er an der Holocaust-Konferenz in Teheran teil, 2008 wurde er in London aufgrund eines von Deutschland ausgestellten europäischen Haftbefehls festgenommen, jedoch nicht nach Deutschland ausgeliefert, weil britische Gerichte die vorgebrachten Auslieferungsgründe hinsichtlich des Tatortes als teilweise zu allgemein und nicht ausreichend ansahen. Die Holocaustleugnerin Michèle Renouf hatte eigens für Toben ein Anwaltsteam organisiert.
Am 13. August 2009 wurde er wegen 24-facher Missachtung einer gerichtlichen Anordnung, die ihm die Verbreitung rassistischen Materials auf seiner Website untersagt hatte, vom australischen Bundesgerichtshof rechtskräftig zu einer dreimonatigen Haftstrafe ohne Bewährung verurteilt.

## Schriften
- Where Truth Is No Defence, I Want To Break Free 2001
- Fight or Flight: The Personal Face of Revisionism 2003
- 40 Days in Teheran 2007
- 50 Days in Gaol 2010
- Arbeit macht frei: impertinent incarceration 2010